# Chromis hypsilepis
Chromis hypsilepis là một loài cá biển thuộc chi Chromis trong họ Cá thia. Loài này được mô tả lần đầu tiên vào năm 1867.

## Từ nguyên
Từ định danh hypsilepis được ghép bởi hai âm tiết trong tiếng Hy Lạp cổ đại: húpsos (ὕψος; "chiều cao") và lepís (λεπίς; "vảy"), hàm ý đề cập đến việc mỗi lốp vảy ở giữa hai bên thân "dài gấp đôi" (bản dịch) so với Chromis notata.

## Phạm vi phân bố và môi trường sống
C. hypsilepis có phạm vi phân bố giới hạn ở Tây Nam Thái Bình Dương, từ bờ biển phía đông nam Úc, bao gồm đảo Lord Howe và đảo Norfolk đến phía bắc New Zealand. C. hypsilepis hợp thành đàn và sống tập trung trên các rạn san hô viền bờ ở độ sâu khoảng 3–46 m.

## Mô tả
C. hypsilepis có chiều dài cơ thể lớn nhất được ghi nhận là 16 cm. Cơ thể có màu lục lam xám với một đốm trắng đặc trưng ngay phía cuối của vây lưng, trên cuống đuôi. Hai bên nắp mang có một vạch sọc mỏng màu vàng. Có đốm đen lớn ở gốc vây ngực.
Số gai ở vây lưng: 13; Số tia vây ở vây lưng: 13–14; Số gai ở vây hậu môn: 2; Số tia vây ở vây hậu môn: 12–13; Số gai ở vây bụng: 1; Số tia vây ở vây bụng: 5.

## Sinh thái học
Thức ăn của C. hypsilepis là động vật phù du, thường hợp thành đàn trên các rạn san hô. Cá đực có tập tính bảo vệ và chăm sóc trứng; trứng có độ dính và bám vào nền tổ.